# Broder, om handen till plogen du satt
Broder, om handen till plogen du satt är en psalm med fyra verser som skrevs av metodistpastorn Anton Nilsson (1885–1976). 

## Publicerad i
- Sånghäftet Lovsånger 1917.